# Goal!
Goal! o Goal! The Dream Begins (conocida como ¡Gol! o ¡Goool! en Hispanoamérica) es una película estadounidense de 2005 dirigida por Danny Cannon.
Es la primera entrega de una trilogía llamada Goal! Se hizo con la colaboración de la FIFA, con equipos reales. La segunda entrega, Goal II: Living the Dream, fue estrenada en febrero de 2007. La última película, Goal! 3: Taking on the World, cuenta cómo Santiago, el personaje principal, participa en la Copa Mundial de Fútbol de 2006.

## Argumento
Santiago Muñez es un joven mexicano que le gusta jugar fútbol. Es el hijo de un jardinero mexicano que a su temprana edad tuvo que emigrar a los Estados Unidos y diez años después  vive en Los Ángeles, California. Trabaja de cocinero en un restaurante chino y ayuda con el negocio de la jardinería a su padre. Su mayor sueño es jugar al fútbol profesional. Debido a su pobreza y el hecho de que él es exclusivo de un club por los hispanoamericanos de un lavadero de coches, siente que sus posibilidades de ser futbolista profesional son escasas. Santiago es observado por Glen Foy (Stephen Dillane), un exjugador del club de fútbol inglés Newcastle United que trabaja como mecánico de coches, pero aún tiene lazos con su antiguo equipo. Glen consigue una cita para llevar a Santiago a una prueba con el Newcastle United. Pero Santiago no tiene la oportunidad de llegar a Inglaterra, por lo que empieza a ahorrar dinero en un zapato viejo.
Santiago, se va al día siguiente, sin que su padre se de cuenta, ya en Inglaterra Glen acoge caluroso a Santiago en su casa y lo lleva a la puesta a punto. No está familiarizado con el estilo Inglés, que le adapta mal. Glen convence al representante del equipo que Santiago necesita un mes para mostrar su potencial. Santiago no le dice a la enfermera, Roz Harmison (Anna Friel), que tiene asma. Después de un mes, un compañero celoso aplasta el inhalador de Santiago antes de un partido de reserva. Un ataque de asma le impide ser capaz de correr duro, y su entrenador lo deja en la banca y éste opta por irse. Si bien en su camino hacia el aeropuerto Santiago se reúne con Gavin Harris, que se le hacía tarde para llegar a entrenar con el equipo. Allí Harris se entera de lo que ha pasado y hace que Santiago se lo explique al gerente. El gestor permite que Santiago se quede, siempre que reciba tratamiento para el asma. Santiago gana un contrato para el equipo de las reservas y se muda con Gavin. Por último se pone en el primer equipo como suplente en un partido contra el Fulham. Allí ha recibido una sanción por Newcastle, que se toma por Gavin ellos ganan el partido. Sin que nadie en su familia lo sepa, su padre observaba el partido en la televisión en los EE. UU., y después de ver a su hijo jugar, se va como un padre orgulloso. A pesar de la victoria, el gerente informa a Santiago que su debilidad es no pasar la pelota. Esa noche, él y Gavin salen de fiesta. Una foto de los dos termina en el tabloide The Sun, provocando la ira del gerente. Al mismo tiempo, el amigo de Santiago, Jamie, sufre una lesión que le pone fin a su carrera de jugador.
Mientras tanto, en Los Ángeles, el padre de Santiago muere de un ataque al corazón. Devastado, Santiago planea regresar a casa. Mientras que en el aeropuerto esperando su vuelo de regreso a Los Ángeles, él decide no volver e informa al equipo. Creyendo que no puede entrar en la formación inicial de 11 en el juego, va al St James' Park y práctica hasta tarde en la noche, y el mismo director del equipo le informa que ha sido seleccionado para jugar contra el Liverpool FC. El día del partido, Gavin pone Newcastle en la delantera. Antes del descanso, Liverpool realiza una remontada con dos goles, de Igor Bišćan y Milan Baroš. En los últimos minutos del tiempo de descuento, Santiago asiste a Gavin en anotar el gol del empate. Por último, pasa la pelota por él, para que sea 2-2. Sin embargo, el empate no será suficiente para que el Newcastle pueda ganarse un lugar en la próxima temporada de la UEFA Champions League. A pocos minutos antes del final del juego, Gavin se tropezó y Newcastle gana una gran falta , que Gavin le da a Santiago la opción de tirar el libre directo. Santiago, con las esperanzas y las oraciones de toda la ciudad de Newcastle descansando sobre sus hombros, tira, y le da al Newcastle el 3-2, tan anhelado. Glen revela a Santiago que su abuela está tratando de llamar. Ella menciona que su padre vio su primer partido contra el Fulham, después de aprender esto de un compañero defensor (un cameo de Brian Johnson, vocalista de AC/DC, que nació y creció en Newcastle). Santiago gritó a Glen que su padre lo vio jugar y estaba orgulloso de él antes de morir. Glen responde: Es probable que esté viendo esto ahora mismo. La película termina felizmente con Santiago derramando lágrimas de alegría mientras abraza su gran sueño.

## Reparto
- Kuno Becker como Santiago Muñez.
- Alessandro Nivola como Gavin Harris.
- Stephen Dillane como Glen Foy.
- Marcel Iures como Erik Dornhelm.
- Anna Friel como Roz Harmison.
- Tony Plana como Hernan Muñez, el padre de Santiago.
- Kieran O'Brien como Hughie McGowan.
- Sean Pertwee como Barry Rankin.
- Míriam Colón como Mercedes Muñez, la abuela de Santiago.
- Cassandra Campana como Christina.
- Alejandro Tapi como Julio Muñez, el hermano menor de Santiago.
- Kate Tomlinson como Val.
- Arvy Ngeyitlala como Tom.
- Zachary Johnson como Rory.
- Jorge Cervera como Cesar.
- Cemil Sahan como el mejor amigo de Santiago.
- Peter M. Quinn como Multitud.
- Javi Torres como aficionado en la grada en el partido contra el Rossenborg.

### Apariciones especiales
- David Beckham
- Zinedine Zidane
- Raúl González
- Patrick Kluivert
- Rafael Márquez
- Steven Gerrard
- Alan Shearer
- El Cóndor Mendoza
- Henry
- Ronaldinho
- Iker Casillas
- Robinho
- Brian Johnson
- Lionel Messi
- Kukín Flores
- Cristiano Ronaldo

## Banda sonora
La banda sonora contiene "Playground Superstar", el tema que marcó el retorno completo del grupo de rock alternativo Happy Mondays. Un vídeo también se hizo para promover la banda sonora.
La banda sonora fue lanzada por la disquera de Oasis, Big Brother Recordings y contiene tres canciones de la banda que no están disponibles en otros lugares, incluyendo la canción exclusiva de Noel Gallagher "¿Quién puso el peso del mundo sobre mis hombros?".
También contiene una versión regrabada de "Cast No Shadow" con Noel Gallagher en la voz y producido por UNKLE. de Dave Sardy, productor de dos álbumes de Oasis, también contribuyó con un remix con bordes duros de su canción "Morning Glory" para su inclusión en la banda sonora, así como el sencillo "Acquiesce" también de la banda de Manchester.
1 Happy Mondays - Playground Superstar - Exclusive Track
2 Oasis -. ¿Quién puso el peso del mundo sobre mis hombros? - Exclusive Track
3 UNKLE con Joel Cadbury - Salto de la fe - Exclusive Track
4 Dirty Vegas -. Sobre el amor humano
5 Oasis -. Morning Glory - de Dave Sardy Mix - Track Exclusivo
6 Oasis - Acquiesce
7 Las Abejas - Esta es la tierra
8 Oasis -. Cast No Shadow - UNKLE Beachhead Mix - Track Exclusivo
9 Graeme Revell - Puntuación:. Eso es Eso
10 Kasabian -. Club Foot
11 Zero 7 -. Look Up
12 Princess Superstar -. Mojado! Mojado! Mojado!
13 UNKLE -. Blackout
14 .... And You Will Know Us de The Trail Of Dead - Will You For Me Smile Again
15 Graeme Revell - Puntuación:. Premiership Medley

## Recepción
La película recibió críticas mixtas. Rotten Tomatoes dio a la película una calificación de 44%, basado en los comentarios de los críticos 80, con una puntuación media de 5.2/10. Otras críticas incluyen: Variety.com, la película de la BBC, y la UEFA Perspectiva..
A pesar de sus comentarios críticos, la película ha ganado gran popularidad entre los aficionados a los deportes, especialmente los aficionados al fútbol, ya que es una de las pocas películas dedicadas a este deporte. Muchos consideran que es la mejor película de fútbol jamás se ha hecho, y desde entonces ha ganado un culto.